# Departamento de Polícia Técnica (Bahia)

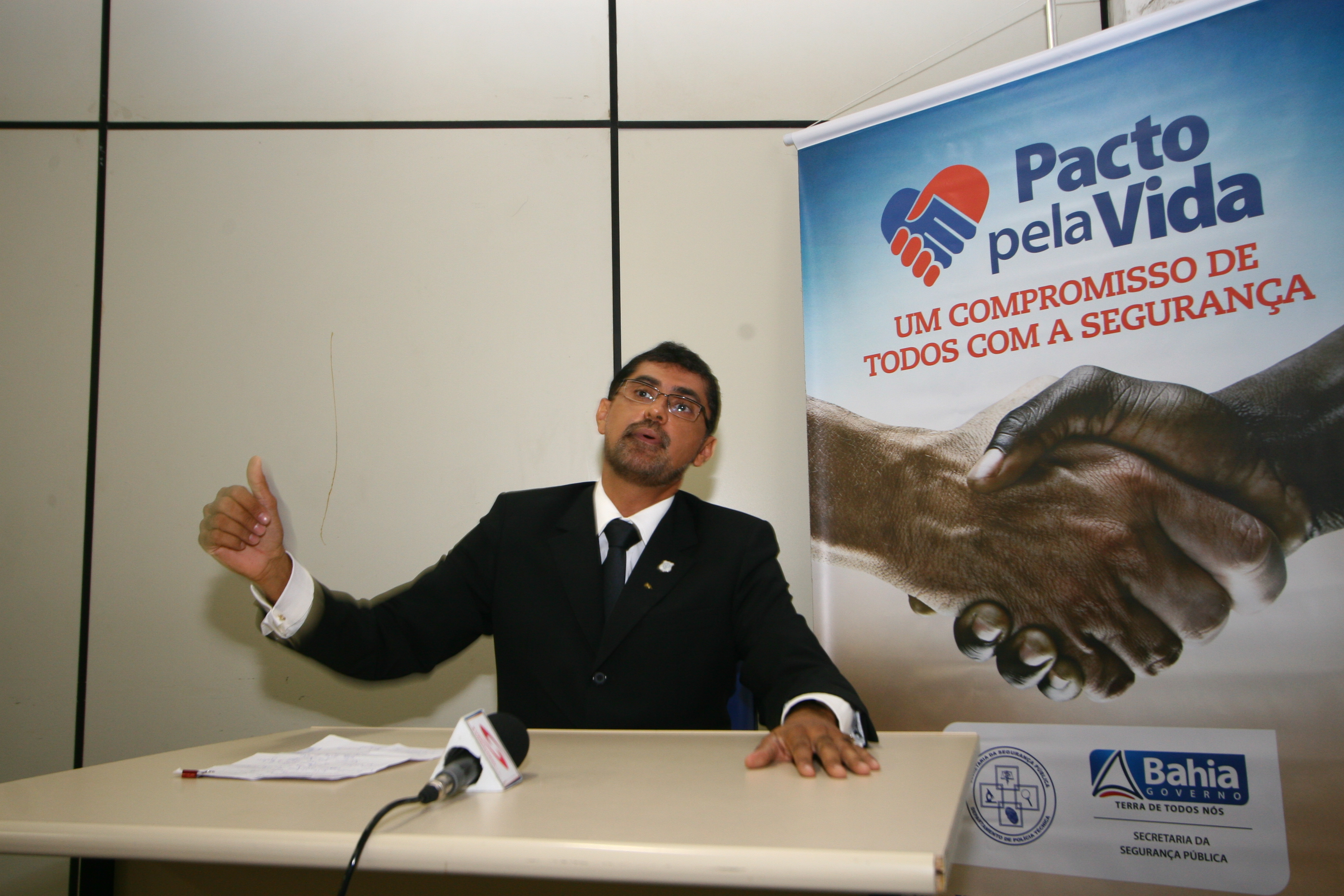
Elson Jefferson Neves da Silva, diretor do DPT-BA.

O Departamento de Polícia Técnica (DPT) é um órgão subordinado à Secretaria da Segurança Pública do Estado da Bahia, com atribuição para planejar, dirigir e executar as atividades destinadas a formar a prova pericial, como perícias, exames, pesquisas e estudos a ela relacionadas.
Tem as suas origens no ano de 1938. Reuniu, inicialmente, o Instituto Médico Legal Nina Rodrigues, criado em 1905 e o Instituto de Identificação Pedro Mello, criado em 1910.
O Departamento Técnico-Científico, na Bahia, vinculado a Polícia Civil, trabalha em estreita cooperação com as polícias estaduais.

## Institutos
Hoje, o segmento técnico-científico é representado pelos quatro órgãos do DPT:
- Instituto Médico Legal Nina Rodrigues[2]
- Instituto de Criminalística Afrânio Peixoto[2]
- Instituto de Identificação Pedro Mello[2]
- Laboratório Central de Polícia Técnica[2]
- Diretoria do Interior[2]

## Carreiras
- Perito Criminal[2]
- Perito Médico Legista[2]
- Perito Odonto Legal[2]
- Perito Técnico de Policia Civil[2]

É importante ressaltar que, embora se trate de um órgão autônomo, ligado diretamente à Secretaria da Segurança Pública do Estado da Bahia, ao lado da Polícia Civil, da Polícia Militar e do Corpo de Bombeiros Militares, os servidores de carreira nele lotados, acima especificados, são todos policiais civis, cujos cargos têm previsão legal na lei estadual 11.370/09 - Lei Orgânica da Polícia Civil da Bahia.

## Publicação especializada
O DPT edita a Revista Prova Material, antiga publicação especializada em assuntos atinentes às atividades periciais.